# 2-я пехотная дивизия (Болгария)
2-я Тракийская пехотная дивизия (болг. Втора пехотна Тракийска дивизия) — воинское соединение болгарской армии, участвовавшее в Первой балканской, Второй балканской, Первой мировой и Второй мировой войнах.

## Формирование
2-я дивизия ведёт свою историю от Восточнорумелийской милиции, созданной в 1879 г. и состоявшей из 12 батальонов. После присоединения Восточной Румелии к Болгарии в 1885 г. батальоны были сведены в четыре полка (9-й, 10-й, 11-й, 12-й), объединенных в две бригады (5-ю и 6-ю). В 1889 г. на их основе были развёрнуты четыре новых полка (21-й, 22-й, 23-й, 24-й). 
В 1892 г. 5-я бригада была переформирована во 2-ю Тракийскую пехотную дивизию со штабом в Пловдиве. В неё вошли 9-й Пловдивский (Пловдив), 10-й Родопский (Хасково), 21-й Среднегорский (Асеновград) и 22-й Тракийский (Пазарджик) пехотные полки. В её дивизионный район вошла восточная часть Болгарской Фракии (по-болгарски – Тракии, отсюда название дивизии), лежащая в основном в долине Марицы. 
В 1904 г. часть района 2-й дивизии отошла к вновь сформированной 8-я Тунджанской дивизии. При этом в 8-ю дивизию был передан 10-й Родопский полк. Кроме того, 22-й Тракийский был передан в новую 7-ю Рилскую дивизию и передислоцирован из Пазарджика в Самоков. Вместо в них в дивизию вошли переформированные из 3-го и 4-го резервных полков 27-й (Пазарджик) и 28-й (Карлово) пехотные полки.
После сформирования в Болгарии в 1907 г. военно-инспекционных областей 2-я дивизия наряду с 3-й и 8-й вошла в состав 2-й военно-инспекционной области, охватившей всю территорию Болгарской Фракии (бывшей Восточной Румелии).
На 1907 г. организация дивизии была следующей:
- 1-я бригада (штаб в Пловдиве)
  - 9-й Пловдивский пехотный полк (штаб в Пловдиве)
  - 21-й Среднегорски пехотный полк (штаб в Асеновграде)
- 2-я бригада (штаб в Пазарджике)
  - 27-й Чепинский пехотный полк (штаб в Пазарджике)
  - 28-й Стремский пехотный полк (штаб в Карлово)

## Первая Балканская война (1912-1913)
Во время Первой Балканской войны (1912-1913) были развёрнуты 39-й Солунский и 40-й Беломорский пехотные полки, которые вошли в состав 3-й (вместе с 28-м полком) и 2-й (вместе с 27-м полком) бригад дивизии соответственно. Дивизия формально подчинялась штабу 2-й армии, но действовала самостоятельно, выполняя задачу по овладению Турецкой Фракией. 1-я и 3-я бригады образовали ядро Родопского отряда, который в октябре 1912 г. c боями прошёл до Драмы. 2-я бригада стала основой Хасковского отряда, который действовал в Восточных Родопах и занял Кырджали и Дарыдере. На 5 ноября 1912 г. дивизия участвовала в боях при Еникёй и Курулар. В декабре дивизия вошла в состав вновь сформированной 4-й армии. В её составе она приняла участие в отражении в феврале 1913 г. османского десанта у Шаркиоя (2-я бригада). 

## Вторая Балканская война (1913)
Во время Второй Балканской войны дивизия в составе 4-й армии участвовала в боях с сербами за Криволакскую позицию, нанеся поражения сербской Тимокской дивизии II призыва, что, однако, не помогло болгарам выиграть сражение при Брегальнице.

## Первая мировая война (1915–1918)
Во время Первой мировой войны (1915–1918) дивизия входила в состав 2-й армии в следующем составе:
- Начальник дивизии – генерал-майор Димитр Гешев
- Начальник штаба – генерального штаба подполковник Петр Мидилев
- Дивизионный инженер и командир 2-го пионерного батальона – подполковник Никола Попов
- Дивизионный врач – полковник Владимир Руменов
- Дивизионный интендант – подполковник Крстё Бекяров
- 2-й дивизионный эскадрон – ротмистр Васил Попов
- 1-я бригада – генерального штаба полковник Александр Цветков
- Начальник штаба 1-й бригады – капитан Георги Янчев
  - 9-й Пловдивский пехотный полк – подполковник Димо Христов
  - 21-й Среднегорски пехотный полк – полковник Климент Джеров
- 2-я бригада – генерального штаба полковник Христо Чарыкчиев
- Начальник штаба 2-й бригады – капитан Здравко Георгиев
  - 27-й Чепинский пехотный полк – генерального штаба подполковник Стефан Рачев
  - 28-й Стремский пехотный полк – полковник Илия Раев
- 3-я бригада – полковник Лазар Козаров
- Начальник штаба 3-й бригады – генерального штаба капитан Крум Пинтев
  - 43-й пехотный полк – подполковник Христо Брайков
  - 44-й пехотный полк – генерального штаба подполковник Иван Бочев
- 2-я артиллерийская бригада – полковник Иван Марков
  - 3-й артиллерийский полк – подполковник Петр Галунский
  - 13-й артиллерийский полк – подполковник Васил Савов
- 10,5-см артиллерийское отделение (придано дивизии) – полковник Никола Брадинов, подполковник Иван Додов

2-я Тракийская пехотная дивизия участвовала в боях при Велесе, Штипе и Куманово.
С 1 октября до 30 ноября 1915 г. дивизия обороняла участок между долинами рек Струма и Места. Она включала линию р. Струма – село Горно-Спанчево – Баба-Тумбеси – гора Ляски – Долно-Дреново – река Бистрица – село Доспат – Гёз-Тепе – село Тригра и оказала поддержку 14-му полку в боях с англичанами и французами при Злешево, Орманли, Галаше, Висок-Камыке, Фуркае и Плавуше.
С 8 до 18 августа 1916 г. дивизия сражалась на позициях на Салоникском фронте: гора Дуб – западный берег Дойранского озера – село Николич – Висока-Чука – высота 1150.

## Вторая мировая война (1941–1945)
В 1940 г., ещё до вступления Болгарии в войну, дивизия была развёрнута против Турции на т. н. Прикрывающем фронте. В 1944 г. дивизия была мобилизована и вошла в состав 1-й армии. Участвовала в (Страцинско-Кумановской операции). Сражалась при Крива-Паланке, Девебаире, Страцине, Стражине, Куманово, на реке Пчине и у нового НовиЧифлика. Её потери составили 1001 убитый и 1320 раненых. За героизм, проявленный бойцами дивизии при Стражине, она получила почётное наименование Вторая Тракийская Стражинская пехотная дивизия.
Состав на 1944 г.:
- Командир – ген.-майор Никола Генчев
- 9-й Пловдивский пехотный полк – полк. Иван Бонев
- 21-й Среднегорский пехотный полк – подполк. Стоян Колев
- 27-й Чепинский пехотный полк – полк. Борис Славов
- 36-й Козлодуйский пехотный полк – полк. Павел Панов
- 3-й артиллерийский полк – подполк. Васил Попненчев
- Дивизионные части (с номером 2)

Всего в дивизии 13 171 человек